# Feuerstoß
Als Feuerstoß (auch Garbe oder Feuergarbe) bezeichnet man eine konstruktiv bestimmte Anzahl von Projektilen (meist zwei oder drei), die aus einer Handfeuerwaffe bei einmaliger Betätigung des Abzugs automatisch abgefeuert werden. Es ist so möglich, ohne weitere Fingerbewegung (= ohne erneutes Betätigen des Abzugs) mehrere Schüsse in schneller Folge auf ein Ziel abzufeuern, ohne die Waffe zu verziehen.
In der Bundeswehr bezeichnet man als „Feuerstoß“ auch das willkürliche Abgeben einer Salve von einigen wenigen Schüssen aus einer vollautomatischen Waffe, die nicht über eine die Schussabgabe konstruktiv begrenzende Feuerstoßeinrichtung verfügt.
Die Begrenzung der Schusszahl wird durch mechanische Effekte, häufig mittels Zahnrädern, im Lade- und Auslösemechanismus erreicht. Nach einem Feuerstoß ist das Patronenlager wieder geladen und die Waffe wieder schussbereit.

## Geschichte
Eingeführt wurde der Feuerstoß im Vietnamkrieg. Die jungen, unerfahrenen Soldaten gerieten im Dschungelkampf schnell in Panik und verfeuerten unnötig viel Munition, da die Finger am Abzug verkrampften oder nur wild um sich geschossen wurde. Um der Munitionsverschwendung Einhalt zu gebieten, wurde der Feuerstoß entwickelt.

## Vorteile
Moderne Handfeuerwaffen sind im Feuergefecht erstaunlich ineffektiv. Bei einer möglichen Kadenz von mehreren hundert Schuss pro Minute sind handelsübliche Magazine, die meist etwa 20–30 Patronen enthalten, nach sehr kurzer Zeit leer. Gleichzeitig sorgt der Stress beim Schützen dafür, dass – im Vergleich zum Schießen auf dem Schießstand – nur sehr wenige Projektile den Feind treffen. Daher werden oft viele tausend Schuss abgegeben, ohne auch nur einen Gegner wirksam zu bekämpfen. Im Vietnamkrieg setzten unerfahrene Soldaten ihre M16-Sturmgewehre wie ihr „persönliches MG“ ein und verschossen vollautomatisch sehr schnell ihre Munition.
Durch den Feuerstoß von meist drei Schuss verreißt die Waffe erst, nachdem sämtliche Projektile bereits unterwegs sind. Damit liegen die drei Projektile eines Feuerstoßes sehr viel näher beieinander als drei Einzelschüsse. Dies gilt umso mehr im Gefecht. Gleichzeitig sorgt die Tatsache, dass nach jedem „Burst“ erneut der Abzug betätigt werden muss, für eine Disziplinierung des Soldaten, der nun nicht mehr in Panik mit einem Abdrücken das gesamte Magazin leeren kann, sondern im Idealfall gezielt einen einzelnen Feuerstoß abgibt.
Die Feuerstoß-Funktion wurde beim Gewehr HK G11 genutzt, um mit der extrem hohen theoretischen Kadenz von 2000 Schuss pro Minute drei Schüsse in einer Zehntelsekunde abzufeuern. Im mechanisch verzögerten Dauerfeuermodus betrug sie nur 450 Schuss pro Minute. Die schnelle Schussfolge im Feuerstoß verbessert die Schusspräzision. Die reduzierte Kadenz im Dauerfeuer verringert den Munitionsverbrauch und die Erwärmung der Waffe.

## Nachteile
Problematisch kann im Kampf die verringerte Feuerrate sein. Gerade bei kurzen Distanzen kann es sinnvoll sein, den Gegner mit möglichst vielen Geschossen niederzuhalten, damit eines trifft oder er sich zumindest nicht aus seiner Deckung wagen kann. Moderne Abzugsgruppen von Sturmgewehren bieten dazu neben dem Einzelfeuer und dem 3-Schuss-Feuerstoß zusätzlich die Möglichkeit des nur durch die Magazinkapazität begrenzten Dauerfeuers.

## Modi des Feuerstoßes
Der Modus kann bei den meisten Waffen eingestellt werden auf Einzelschuss, Feuerstoß und Dauerfeuer. Die Zahl der Schüsse pro Feuerstoß ist unveränderlich konstruktiv bedingt und in der Regel je nach Typ zwei oder drei Schüsse.

### Drei-Schuss-Feuerstoß
Der gebräuchlichste Modus des Feuerstoßes ist der Drei-Schuss-Feuerstoß. Er ist bei vielen modernen Gewehren eine Option bei der Modusauswahl („3F“).
- L85A1
- M16 ab Version A2 serienmäßig
- HK MP5
- HK G11
- HK VP70
- AK-107
- FN FNC
- Steyr ACR
- SIG 550

### Zwei-Schuss-Feuerstoß
Auch der Zwei-Schuss-Feuerstoß findet bei einzelnen Typen Verwendung. Vor allem kommt er bei Faustfeuerwaffen vor, seltener bei Gewehren.
- AN-94
- KRISS Vector